# Vladislav Zaremba
Vladislav Zaremba   (Dunaivtsi, 15 de juny de 1833 (Julià) - Kíiv, 11 d'octubre de 1902 (Julià)), nom complet amb patronímic Vladislav Ivànovitx Zaremba, ucraïnès: Владисла́в Іва́нович Заре́мба, fou un compositor ucraïnès d'origen polonès.
Fou el pare del també compositor Sigismund Zaremba i autor d'inspirades melodies vocals i col·leccionador de cançons poloneses. També va compondre molta música per a piano destinada a l'ensenyança, transcripcions de cants russos i publicà dos interessants quaderns de música popular de Polònia i de la Petita Rússia.